# Shelton (Nebraska)
Shelton és una població dels Estats Units a l'estat de Nebraska. Segons el cens del 2000 tenia 1.140 habitants.

## Demografia
Segons el cens del 2000, Shelton tenia 1.140 habitants, 425 habitatges, i 308 famílies. La densitat de població era de 603 habitants per km².
Dels 425 habitatges en un 38,6% hi vivien nens de menys de 18 anys, en un 61,9% hi vivien parelles casades, en un 7,1% dones solteres, i en un 27,3% no eren unitats familiars. En el 24,9% dels habitatges hi vivien persones soles el 13,2% de les quals corresponia a persones de 65 anys o més que vivien soles. El nombre mitjà de persones vivint en cada habitatge era de 2,68 i el nombre mitjà de persones que vivien en cada família era de 3,18.
Per edats la població es repartia de la següent manera: un 31,4% tenia menys de 18 anys, un 5,4% entre 18 i 24, un 29,1% entre 25 i 44, un 19,2% de 45 a 60 i un 14,8% 65 anys o més.
L'edat mediana era de 35 anys. Per cada 100 dones de 18 o més anys hi havia 89,3 homes.
La renda mediana per habitatge era de 37.583 $ i la renda mediana per família de 42.381 $. Els homes tenien una renda mediana de 28.864 $ mentre que les dones 20.972 $. La renda per capita de la població era de 16.232 $. Aproximadament el 7,2% de les famílies i el 12,1% de la població estaven per davall del llindar de pobresa.

## Poblacions més properes
El següent diagrama mostra les poblacions més properes.